# Световое эхо

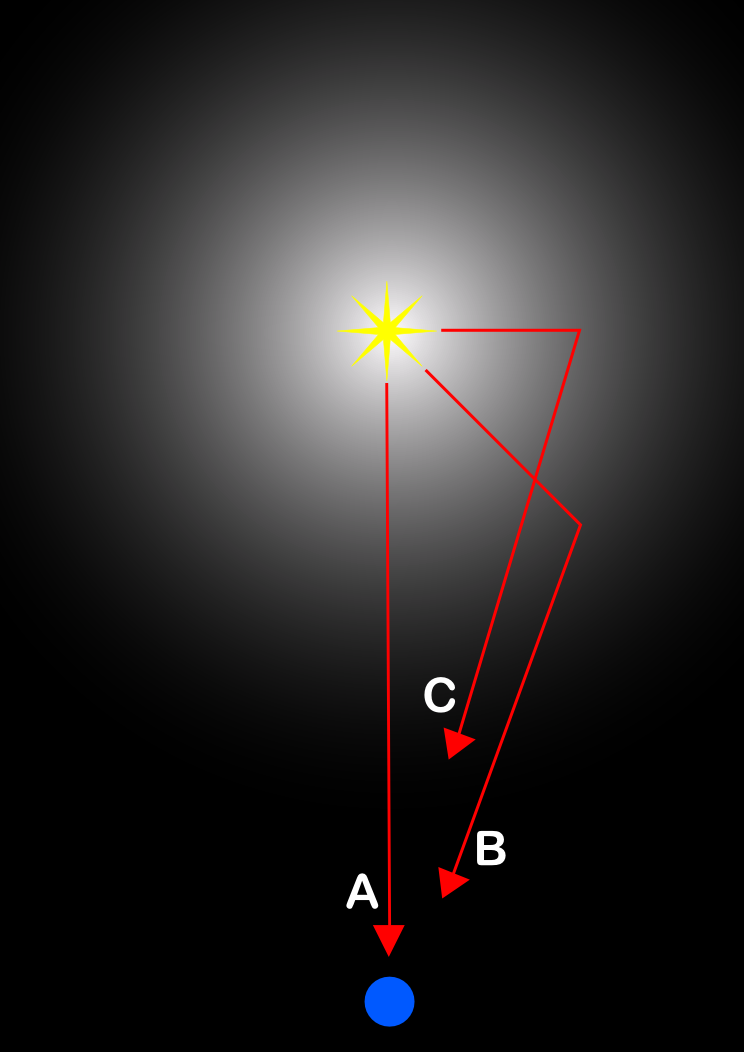
Отражённый свет, идущий по пути B, прибыл вскоре после вспышки света, идущего по пути A, и раньше света, идущего по пути C. Пути B и C имеют одинаковую длину и с Земли кажется, что они пришли одновременно, хотя между точками, где отразился свет, может быть очень большое расстояние (порядка световых лет и более)

Светово́е э́хо — феномен, наблюдаемый в астрономии. По аналогии со звуковым эхо, световое эхо возникает при внезапной вспышке света (например, при вспышках новых), когда свет отражается от объектов вне источника и прибывает к наблюдателю через некоторое время после первоначальной вспышки. Из-за особенностей геометрии явления световое эхо может порождать иллюзию, что свет приходит к наблюдателю со сверхсветовой скоростью.

## Объяснение
Световое эхо — результат отражения света вспышки объекта от облаков межзвёздной пыли. Свет от начальной вспышки прибывает к наблюдателю первым, в то время как свет, отражённый от пыли и других объектов вокруг источника, начинает прибывать несколько позже. Чем дальше находятся пылинки, высвеченные вспышкой, тем позднее приходят к наблюдателю фотоны. Эта задержка создает видимость расширения облака пыли. При этом в плоскости наблюдателя будет видно «движение» облака пыли с очень высокой скоростью (нередко со сверхсветовой).
На рисунке справа свет, идущий по пути A, приходит от источника к наблюдателю в первую очередь. Свет, который проходит по пути B, отражается от части газового облака в точке между источником и наблюдателем, а свет, проходящий по пути C, отражается от части газового облака, перпендикулярного пути A. Хотя свет, идущий по путям B и C, для наблюдателя исходит из одной и той же точки в небе, путь B на самом деле значительно короче. В результате облако пыли, по мнению наблюдателя, расширяется гораздо быстрее, чем скорость света.

Расстояние от одного фокуса к другому через любую точку на эллипсе, в любой момент времени, одинаково.

Так как скорость света постоянна, весь свет, который приходит от вспышки в одно и то же время, должен проходить одинаковое расстояние. Когда луч света отражается, возможные пути между источником и наблюдателем соответствуют отражениям на эллипсоиде, в котором наблюдатель и источник, находятся в фокусах эллипсоида (смотрите анимацию справа). Этот эллипсоид естественно расширяется с течением времени.
Световое эхо от сверхновых звезд может быть использовано в качестве стандартной линейки при определении расстояний во Вселенной.

## Примеры

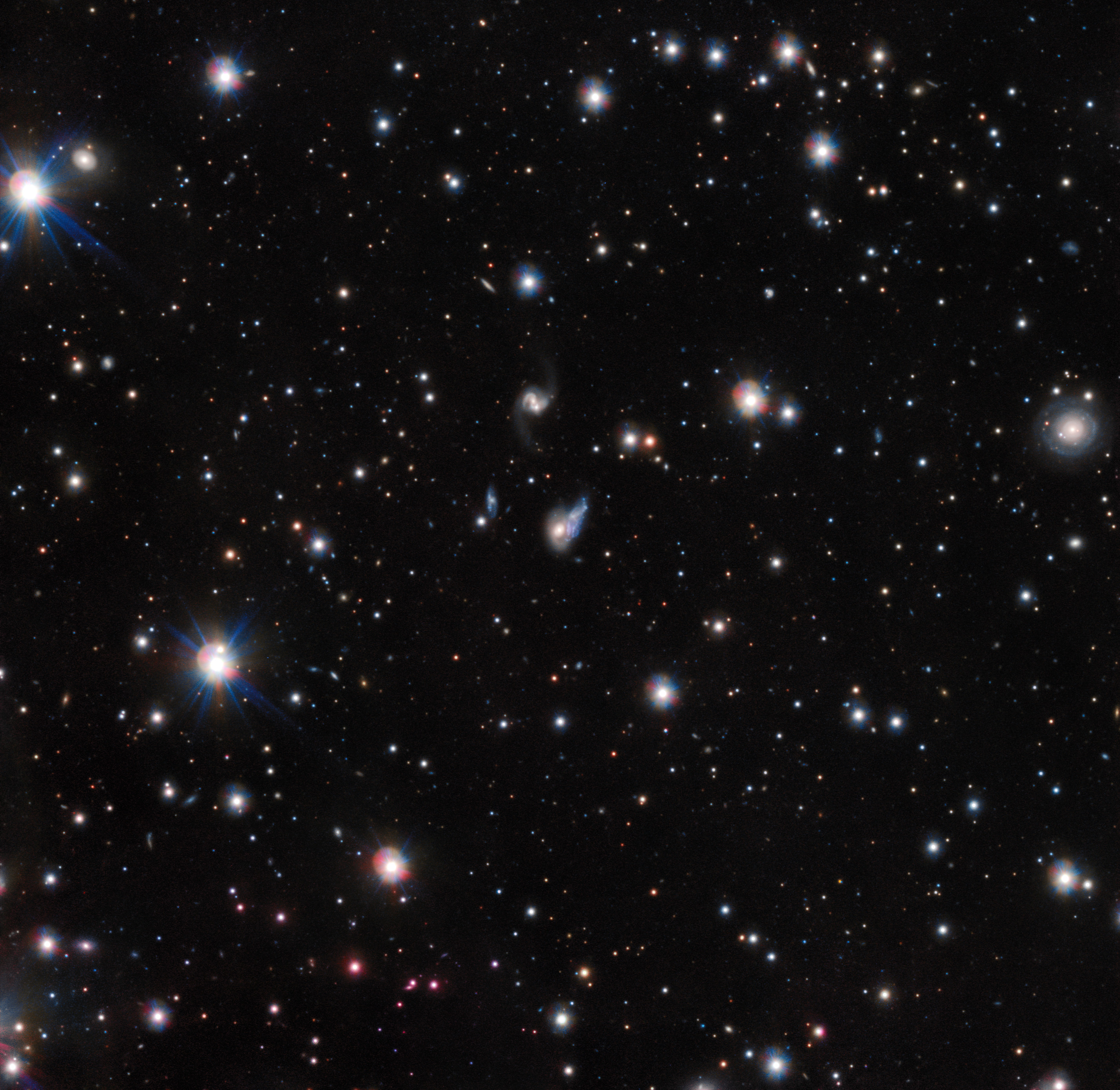
Световое эхо обнаружено обзорным телескопом ESO VLT.

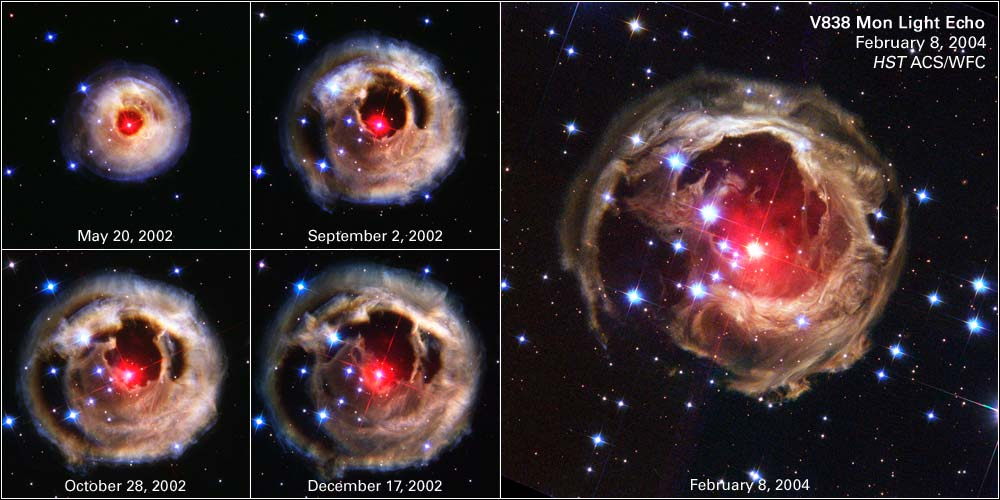
Изображение показывает расширение светового эха у V838 Единорога. Изображение NASA/ESA

Переменная звезда V838 Единорога испытала значительные вспышки, которые наблюдались космическим телескопом Хаббла в 2002 году. Взрыв преподнёс сюрприз наблюдателям, когда объект расширился со скоростью, намного превышающей скорость света, так как оболочка увеличила свой видимый размер с 4 до 7 световых лет в течение нескольких месяцев. На самом деле ничего никуда не движется — свет лишь проявляет невидимые доселе пылевые оболочки, которые звезда сформировала загодя. Расширение светового эха продолжалось вплоть до 2010 года.
Световое эхо было использовано для определения расстояния до переменной-цефеиды RS Кормы с точностью до 1 % от его истинного значения. По мнению авторов статьи, в которой были изложены результаты, это расстояние является наиболее точным измеренным расстоянием до цефеиды. Световое эхо наблюдалось у современной сверхновой SN 1987A:29, одного из ближайших взрывов сверхновых звезд к современной эпохе. Первый зарегистрированный случай светового эха был в 1936 году, но он не изучен в деталях.
Рассчитав эллипсоид, в котором Земля и остаток сверхновой находятся в фокусах, и найдя места, где он пересекается с эллипсоидом облака пыли и газа, иногда можно увидеть слабые отражения исторических сверхновых. Используя световое эхо, астрономы могут анализировать спектр сверхновых, свет которых достиг Земли ещё задолго до изобретения телескопа, много столетий или тысячелетий назад. Одним из примеров является взрыв сверхновой SN 1572, наблюдавшийся на Земле в 1572 году. В 2008 году слабый свет эха был замечен на пыли в северной части Млечного Пути. Световое эхо может быть определено путём сравнения фотографий газа и пылевых облаков, снятых с интервалом в несколько месяцев или лет. Рябь от светового эха в виде пятен изменения яркости пройдёт через облака пыли. Если источник света неизвестен, несколько таких наблюдений помогут восстановить эллипсоид, позволив астрономам определить происхождение световой вспышки.
Световое эхо было использовано для изучения сверхновых, которые привели к образованию остатка сверхновой Кассиопея A. Свет Кассиопеи A достиг Земли около 1660 года, но остался незамеченным, возможно, потому что облака пыли находились на линии прямой видимости и поглотили свет. Исследования отражённого света с разных направлений позволяют астрономам определить, была ли сверхновая асимметрична в некоторых направлениях, или нет. Прародитель Кассиопеи A подозревался в асимметрии, и изучение света остатков Кассиопеи A позволило в 2010 году произвести первое обнаружение асимметрии взрыва сверхновой.